# Bollywood Movie Award/Beste Regie
Der Bollywood Movie Award Best Director ist eine Kategorie des jährlichen Bollywood Movie Awards für indische Filme in Hindi.
Liste der Preisträger:
| Jahr | Film                  | Regisseur             |
| ---- | --------------------- | --------------------- |
| 1999 | Kuch Kuch Hota Hai    | Karan Johar           |
| 2000 | kein Preis            | kein Preis            |
| 2001 | Kaho Naa... Pyaar Hai | Rakesh Roshan         |
| 2002 | Lagaan                | Ashutosh Gowarikar    |
| 2003 | Devdas                | Sanjay Leela Bhansali |
| 2004 | Munna Bhai MBBS       | Rajkumar Hirani       |
| 2005 | Veer-Zaara            | Yash Chopra           |
| 2006 | Black                 | Sanjay Leela Bhansali |
| 2007 | Lage Raho Munnabhai   | Rajkumar Hirani       |